# Microregione di Iguatemi
Iguatemi è una microregione dello Stato del Mato Grosso do Sul in Brasile, appartenente alla mesoregione di Sudoeste de Mato Grosso do Sul.
È una suddivisione creata puramente per fini statistici, pertanto non è un'entità politica o amministrativa.

## Comuni
Comprende 16 comuni:
- Angélica
- Coronel Sapucaia
- Deodápolis
- Eldorado
- Glória de Dourados
- Iguatemi
- Itaquiraí
- Ivinhema
- Japorã
- Jateí
- Mundo Novo
- Naviraí
- Novo Horizonte do Sul
- Paranhos
- Sete Quedas
- Tacuru